# Opatov (okres Třebíč)
Městys Opatov (německy Oppatau) se nachází v okrese Třebíč v Kraji Vysočina. Žije zde 766 obyvatel.
Opatov se nachází 17 kilometrů západně od Třebíče, protéká jím říčka Brtnice. Kromě hlavní části patří k obci též osada Karlín.
Sousedními obcemi sídla jsou Kněžice, Hladov, Dlouhá Brtnice, Brtnice, Sedlatice, Brtnička a Předín.

## Geografie
Ze západu na východ přes území obce prochází silnice z Brtničky a Dlouhé Brtnice do Heraltic a z jihu na sever silnice z Předína do Brodců a Kněžic. Severně ze zastavěného území obce vychází užitková silnice do osady Karlín a k rybníku Zlatomlýn, jižně pak užitková silnice k rybníkům Jinšov a Vidlák a k bývalému pionýrskému tábořišti a další užitková silnice k chatové oblasti u rybníka Vidlák. Přes území obce prochází cyklostezky 5111 a 5216. Kolem rybníka Zlatomlýn a přes zastavěné území obce vede žlutá turistická stezka. Přes lesy v jižní části území vede mnoho lesních cest, podobně jako v Opatovském lese severně od osady Karlín. 
Velká část území obce je využívána zemědělsky, jižní část území je však zalesněna a nachází se na ní chráněné území. Okraje území jsou také zalesněny a často i relativně výše položené. Jižně od zastavěného území obce se nachází velký areál někdejšího zemědělského družstva, severně pak také menší průmyslový areál s autoservisem.
Přes území obce protéká od jihu k severu řeka Brtnice, na území obce vstupuje u jihovýchodní hranice obce, kde protéká rybníkem Vidlák, kde se do ní vlévá Hladovský potok a následně menší nepojmenovaný potok. Posléze Brtnice teče dále severně, protéká přes Mlynářský rybník a zastavěné území obce, severně od okraje zastavěného území obce se rozdvojuje, je částečně zatrubněná a protéká přes Fábešův rybník, dále do ní ústí nepojmenovaný potok a těsně před vtokem do rybníka Zlatomlýn do Brtnice ústí Karlínský potok. Při výtoku z rybníka Zlatomlýn se na toku řeky Brtnice nachází Zlatomlýnský vodopád, kousek pod vodopádem do Brtnice ústí nepojmenovaný potok a následně u okraje území i potok Bělohlávek, Brtnice pak pokračuje přes rybník Strážov dále severně, kde po cca 20 km toku ústí u Přímělkova do Jihlavy. Potok Bělohlávek pramení nedaleko zámečku Aleje severně od území obce, následně protéká severní část území obce a přijímá několik nepojmenovaných potoků a ústí do Brtnice. Přibližně 5 km západně od okraje území obce pramení Karlínský potok, ten protéká Dlouhou Brtnicí a následně rybníkem U Kumštárových, který leží těsně za hranicí území obce, pak teče dále východně, tvoří část hranice obce, protéká Karlínským údolím a jižně od části osady Karlín a do Brtnice se vlévá blízko rybníka Zlatomlýn. Několik stovek metrů východně od okraje území obce pramení u Předína potok Koryta, ten pak teče západně, vlévá se do něj krátký Vávrovský potok tekoucí z Vávrovského rybníka a posléze se potok Koryta v zastavěném území obce vlévá do Brtnice. Několik stovek od jižního okraje území obce pramení Horský potok, ten pak teče severně, kde se v rybníku Vidlák spojuje s řekou Brtnicí. Západně od okraje jižní části území obce pramení nepojmenovaný potok, který tvoří část západní hranice území obce a vlévá se do Hladovského potoka. Hladovský potok pramení západně od Hladova, protéká přes malý rybník Panenská Hráz a následně vtéká do území obce a protéká přes rybník Jinšov a následně se v rybníku Vidlák spojuje s Brtnicí. Část východní hranice je tvořena i nepojmenovaným potokem, který pramení na hranici území obce a následně teče východně a protéká přes malý rybník Jinšůvek a pak se vlévá do Brtnice. Na východním okraji zastavěného území obce se nachází malý rybníček.
Území obce se nachází v relativně vyšší nadmořské výšce, nejnižší nadmořská výška je cca 550 metrů nad mořem na severním okraji území obce v údolí řeky Brtnice, nejvyšším bodem je kopec Brtník s nadmořskou výškou 681 metrů. Území obce je také poměrně členité, Karlínský potok protéká Karlínským údolím, Brtnice také protéká údolím a Horský potok na jihu území obce tvoří výrazné údolí v lesním porostu. Na západním okraji území obce se nachází kopec Brtník (681 m), na východním okraji území obce se nachází kopce Petrůvky (637 m) a Břízky (654 m), těsně za východní hranicí se nachází nepojmenovaný kopec s kótou 671 m. Nad rybníkem Zlatomlýn se nachází kopec Šárovec (624 m). 
Zastavěná část území obce se nachází téměř uprostřed území obce, jižně od zastavěného území obce se u rybníka Vidlák nachází chatová osada, na druhé straně rybníka pak známý Camp Vidlák a ještě jižněji dřívější pionýrský tábor, který byl v roce 2024 přestavěn na apartmánové domy. Severně od obce se nachází osada Karlín, ta je tvořena několika samotami a chatovou osadou u rybníka Zlatomlýn. Těsně za severním okrajem zastavěného území obce se nachází menší chatová osada u řeky Brtnice. 
Na jižní části území obce se v lese nachází dvě plochy rozsáhlé přírodní rezervace Opatovské zákopy. Nad Horským potokem se nachází významný strom Laďova lípa, u Kaple svaté Anny se nachází památné stromy Skupina stromů u kaple a severněji památný strom Lípa u kaple. U Kaple svaté Anny se také nachází Studánka svaté Anny.

## Historie
První písemná zmínka o obci pochází z roku 1068, ale vesnice měla být založena až někdy ve 12. století mnichy z Želivského kláštera. V roce 1234 byl v obci postaven kostel a fara, jak dokládá zámecký archív v Třebíči.
V roce 1361 zakoupil část vesnice Jimram z Jakubova, další část Opatova vlastnil Jan z Opatova, který 1366 přikoupil Brtničku, v roce 1368 pak zakoupil další část Opatova a tvrz v Dlouhé Brtnici. V roce 1416 je v obci písemně zmíněná tvrz, ta ale měla být vybudována již ve 14. století, později už byla uvedena jako pustá.
Na počátku 15. století jsou jako majitelé vsi uváděni Vaněk a Dobeš z Opatova, další části vsi pak vlastnili bratři Bohuslav, Erazim, Drslav a Jakub z Opatova, právě Erazim v roce 1415 Erazím přikoupil vesnice Stajiště, Bezděkov a Bohuslavice. Roku 1416 pak Vaněk a Dobeš z Opatova prodali svoji část majetku ve vsi Bohuslavovi z Nemyšle, ale ten záhy prodal tento majetek Janovi z Pelhřimova (později z Trpiš z Čejova). V roce 1420 se jeho zeť Mareš z Volféřova stal majitelem vesnice, spolu s ním vlastnila majetky jeho manželka.
V roce 1464 byla majitelkou části vesnice Anna, která se spolčila v roce 1466 s manželem Vilémem z Kyjovic. V roce 1481 zanikly blízké vesnice Martinice a Petrůvky. V roce 1487 pak od Mikuláše Trpiše z Čejova odkoupil vesnici Hynek z Valdštejna, záhy přikoupil i Komárovice a Starou Říši, hned téhož roku dal právo nakládat s vesnicemi Opatov a Starou Říší manželce Dorotě z Lípy. Roku 1540 byl Opatov povýšen na městys. Tím se stal Opatov součástí brtnického panství. Následně byl správcem vesnice až do roku 1587 právě Hynek Brtnický z Valdštejna, ale od toho roku pak získal právo dědičně nakládat s majetkem ve vsi. V roce 1590 přijal jako společnici svoji manželku Kateřinu Zajimačku z Kunštátu, zemřel v roce 1496 bezdětný a Opatov zdědil Zdeněk z Valdštejna, kterému byl majetek v roce 1623 konfiskován.
V roce 1662 pak získal městys a další obce hraběcí rod Collalto a roku 1645 zanikly blízké vesnice Jeníšov, Štítky a Stančice. Roku 1659 byla ve vsi založena škola, ta v roce 1808 byla přestěhována do jiné budovy a roku 1860 rozšířena do patra, v roce 1889 pak byla založena nová škola. Roku 1838 byly založeny v městysu sklářské hutě (ty zanikly roku 1886) a mezi lety 1841 a 1845 byl postaven kostel svatého Bartoloměje. V srpnu a září roku 1866 postihla Opatov podobně jako ostatní okolní obce epidemie cholery, která si vyžádala dvacet obětí. Roku 1875 byla ve vsi postavena kaple svaté Anny. V roce 1883 byl ve vsi založen sbor dobrovolných hasičů a roku 1913 dělnická tělovýchovná jednota.
Roku 1900 byla založena výrobna perleťových knoflíků a v roce 1923 byla postavena nová sokolovna, roku 1928 byla vesnice elektrifikována, o rok později byla otevřena autobusová linka mezi Telčí, Opatovem a Okříškami. V roce 1933 byl v městysi postaven kostel pravoslavné církve a roku 1938 byl na náměstí postaven pomník osvobození. V roce 1938 byla v městysi otevřena měšťanská škola, ta původně byla umístěna ve Stonařově. Na konci druhé světové války dne 7. května 1945 byl proveden nálet na Opatov, při kterém zemřelo pět občanů. Po skončení války byla roku 1946 v obci založena mateřská škola v roce 1949 pak bylo založeno JZD, to pak bylo v roce 1978 sloučeno s JZD v Brodcích, Brtničce, Horách, Hrutově, Kněžicích, Předíně a Štěměchách a vzniklo JZD Horácko se sídlem v Opatově. Mezi lety 1957 a 1960 byla velmi rozšířena školní budova a roku 1964 bylo v nedalekém lese postaveno rekreační středisko Závodů Klementa Gottwalda.
V roce 2020 bylo oznámeno, že ministerstvo zemědělství ČR plánuje stavbu několika nových přehradních nádrží, kdy jedna z nich by mohl být postavena mezi obcí Opatov a částí Kněžic Brodcemi na řece Brtnice. Součástí přehrady by měl být i rybník Zlatomlýn s vodopádem. Její rozloha by měla být 90,3 hektaru. V roce 2020 došlo ke znečištění prameniště pro obecní vodovod a několik týdnů tak obec byla zásobována náhradními cisternami. V srpnu roku 2020 bylo oznámeno, že prameniště bylo vyčištěno a voda je opět pitná.
V roce 2020 by měl být rekonstruován průtah městem. V srpnu roku 2020 byla vesnice třikrát zatopena.
Od 10. října 2006 byl obci vrácen status městyse.
Do roku 1849 patřil Opatov do brtnického panství, od roku 1850 patřil do okresu Jihlava a od roku 1960 do okresu Třebíč. Součástí městyse byla do roku 1875 i vesnice Brtnička.
| Rok            | 1869  | 1880  | 1890  | 1900  | 1910  | 1921  | 1930  | 1950 | 1961  | 1970 | 1980 | 1991 | 2001 |
| -------------- | ----- | ----- | ----- | ----- | ----- | ----- | ----- | ---- | ----- | ---- | ---- | ---- | ---- |
| Počet obyvatel | 1 634 | 1 596 | 1 422 | 1 390 | 1 340 | 1 264 | 1 196 | 977  | 1 035 | 935  | 836  | 853  | 802  |

## Politika
V letech 2006–2010 působil jako starosta František Šenekl, od roku 2010 tuto funkci zastává Lenka Štočková.

### Volby do Poslanecké sněmovny
|       | 2006                | 2010                | 2013                | 2017                | 2021                |
| ----- | ------------------- | ------------------- | ------------------- | ------------------- | ------------------- |
| 1.    | ČSSD (36.81 %)      | ČSSD (24.39 %)      | ČSSD (27.41 %)      | ANO (30.53 %)       | ANO (30.0 %)        |
| 2.    | ODS (23.49 %)       | KSČM (16.9 %)       | KSČM (23.92 %)      | KSČM (15.01 %)      | SPOLU (19.51 %)     |
| 3.    | KSČM (18.79 %)      | TOP 09 (12.56 %)    | ANO 2011 (13.17 %)  | SPD (11.95 %)       | SPD (12.43 %)       |
| účast | 60.76 % (384 z 632) | 66.03 % (414 z 627) | 60.22 % (377 z 626) | 62.40 % (395 z 633) | 65.82 % (414 z 629) |

### Volby do krajského zastupitelstva
|      | 1.                 | 2.                       | 3.                      | účast               |
| ---- | ------------------ | ------------------------ | ----------------------- | ------------------- |
| 2000 | 4KOALICE (26,55 %) | ČSSD (18,07 %)           | KSČM (17,51 %)          | 30,36 % (187 z 616) |
| 2004 | KSČM (28,49 %)     | KDU-ČSL (25,13 %)        | ODS (23,46 %)           | 28,23 % (181 z 641) |
| 2008 | ČSSD (38,17 %)     | KSČM (25,31 %)           | ODS (13,69 %)           | 38,66 % (242 z 626) |
| 2012 | KSČM (28,64 %)     | ČSSD (26,69 %)           | STO (16,5 %)            | 35,1 % (219 z 624)  |
| 2016 | STO (25,67 %)      | KSČM (18,01 %)           | ČSSD (13,06 %)          | 35,84 % (224 z 625) |
| 2020 | ANO (18,5 %)       | Piráti (17 %)            | ODS+STO (13 %)          | 32,96 % (204 z 619) |
| 2024 | ANO (47,66 %)      | ODS+TOP 09+STO (21,49 %) | ČSNS+KSČM+ČSSD (8,41 %) | 35,97 % (223 z 620) |

### Prezidentské volby
V prvním kole prezidentských voleb v roce 2013 první místo obsadil Miloš Zeman (149 hlasů), druhé místo obsadil Jan Fischer (69 hlasů) a třetí místo obsadil Jiří Dienstbier (66 hlasů). Volební účast byla 68,11 %, tj. 425 ze 624 oprávněných voličů. V druhém kole prezidentských voleb v roce 2013 první místo obsadil Miloš Zeman (296 hlasů) a druhé místo obsadil Karel Schwarzenberg (104 hlasů). Volební účast byla 64,32 %, tj. 402 ze 625 oprávněných voličů.
V prvním kole prezidentských voleb v roce 2018 první místo obsadil Miloš Zeman (242 hlasů), druhé místo obsadil Jiří Drahoš (93 hlasů) a třetí místo obsadil Marek Hilšer (32 hlasů). Volební účast byla 70,26 %, tj. 437 ze 622 oprávněných voličů. V druhém kole prezidentských voleb v roce 2018 první místo obsadil Miloš Zeman (313 hlasů) a druhé místo obsadil Jiří Drahoš (145 hlasů). Volební účast byla 73,52 %, tj. 458 ze 623 oprávněných voličů.
V prvním kole prezidentských voleb v roce 2023 první místo obsadil Andrej Babiš (195 hlasů), druhé místo obsadil Petr Pavel (106 hlasů) a třetí místo obsadila Danuše Nerudová (81 hlasů). Volební účast byla 74,36 %, tj. 464 ze 624 oprávněných voličů. V druhém kole prezidentských voleb v roce 2023 první místo obsadil Andrej Babiš (242 hlasů) a druhé místo obsadil Petr Pavel (232 hlasů). Volební účast byla 76,21 %, tj. 474 ze 622 oprávněných voličů.

## Pamětihodnosti
- Socha svatého Jana Nepomuckého
- Pomník osvobození z roku 1938
- Kostel svatého Jáchyma a svaté Anny
- Kaple svaté Anny
- Kostel svatého Bartoloměje
- Dům čp. 23
- Opatovské zákopy – přírodní rezervace

## Galerie

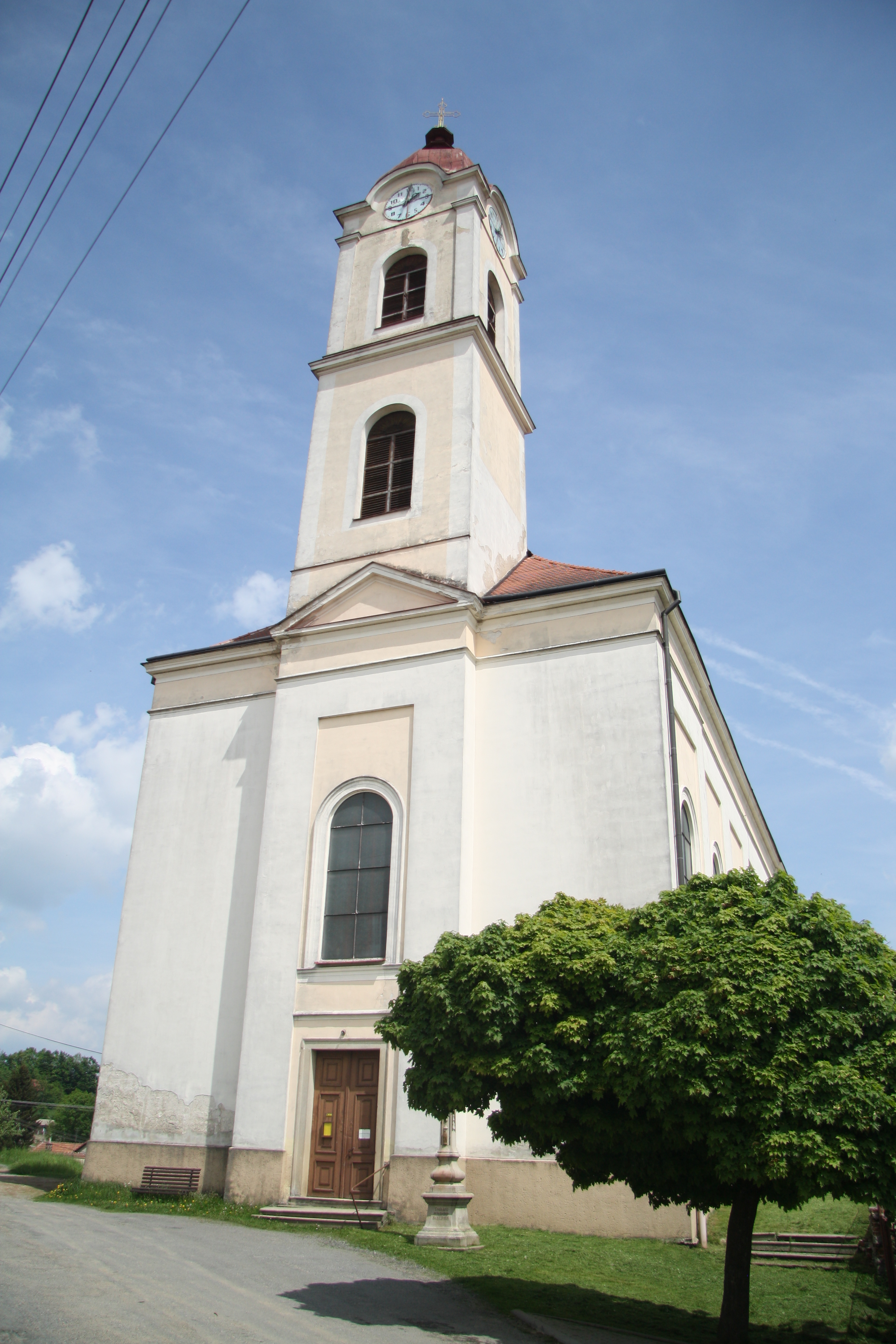
Kostel svatého Bartoloměje
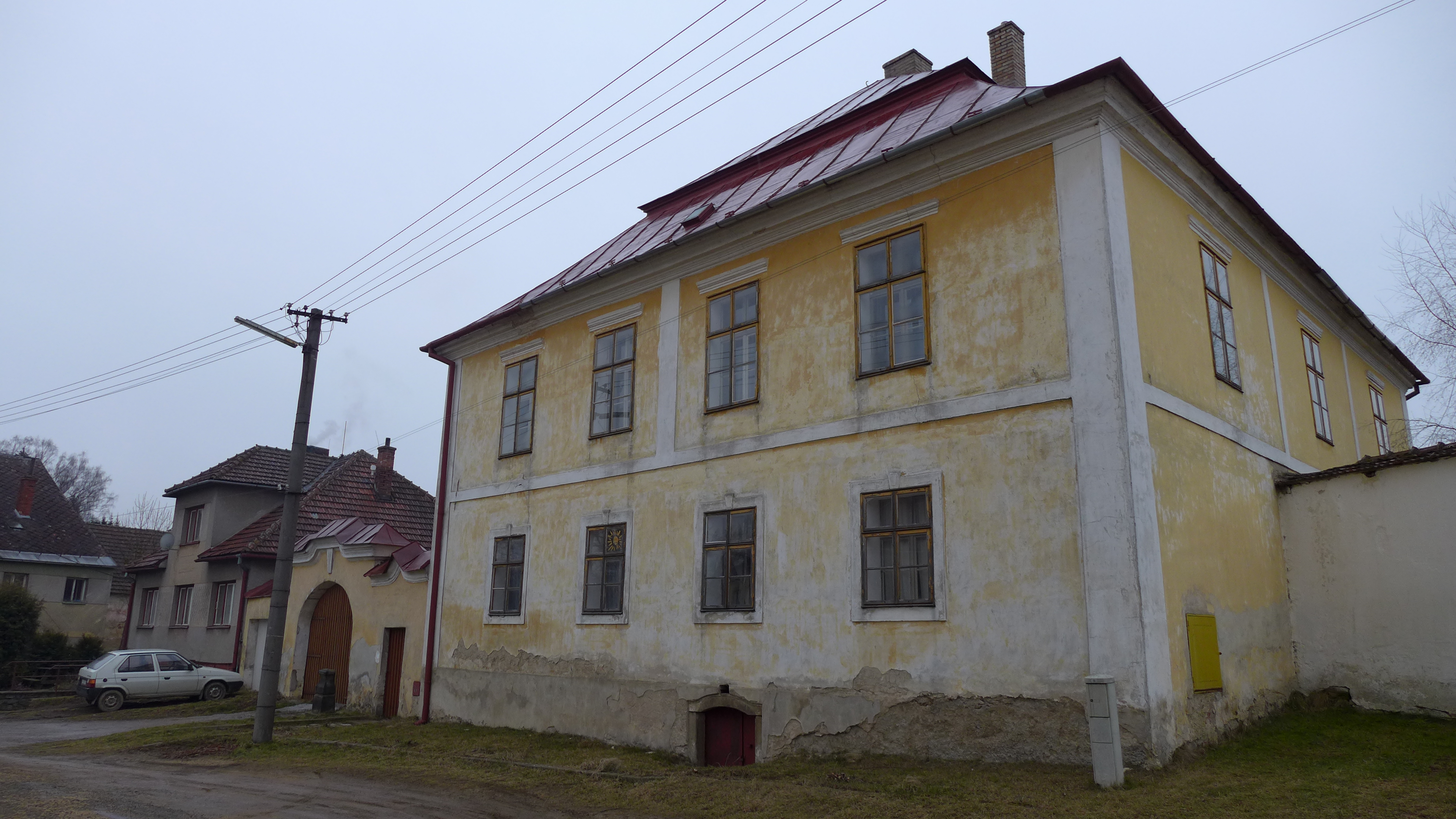
Fara
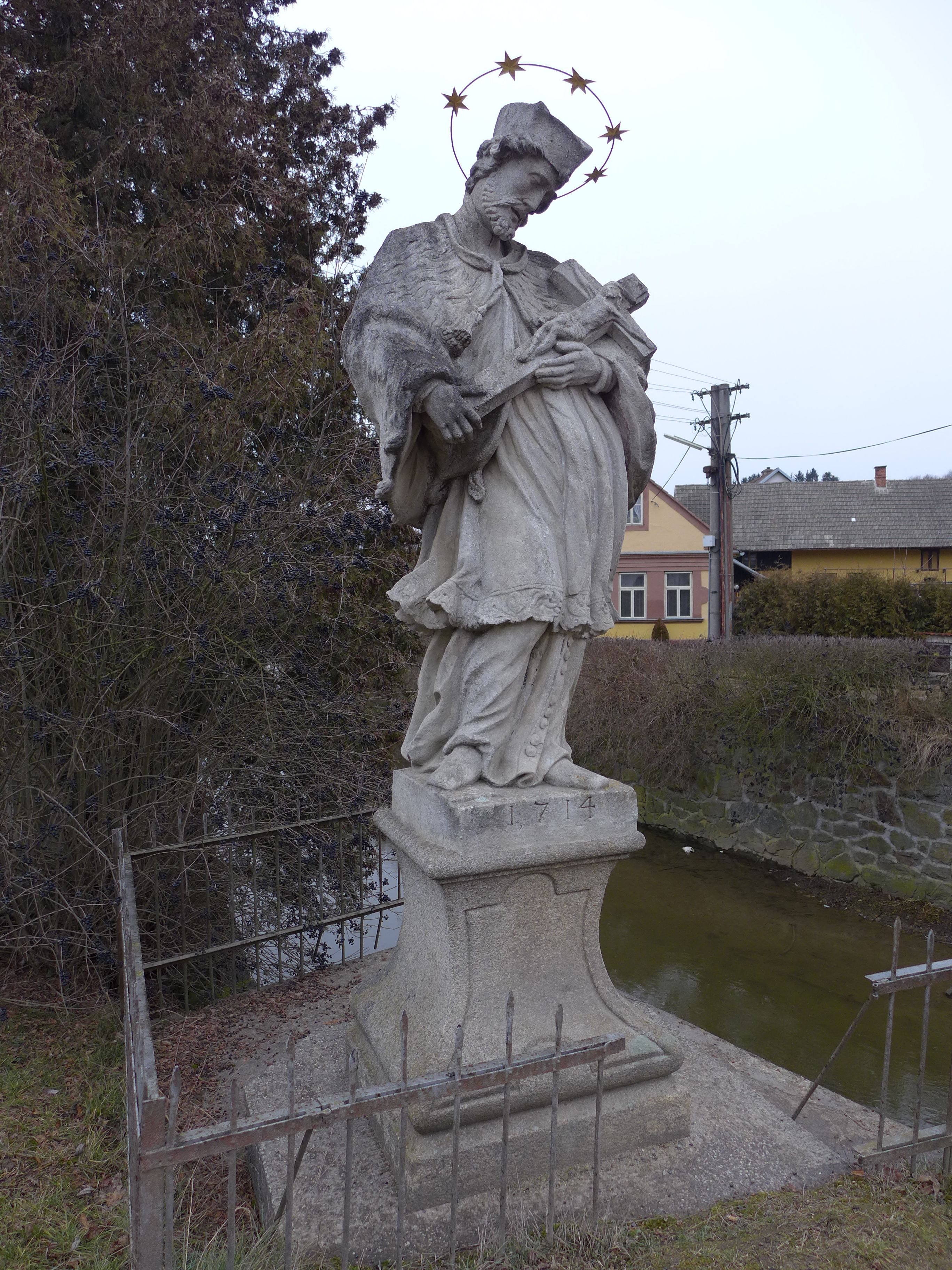
Socha svatého Jana Nepomuckého
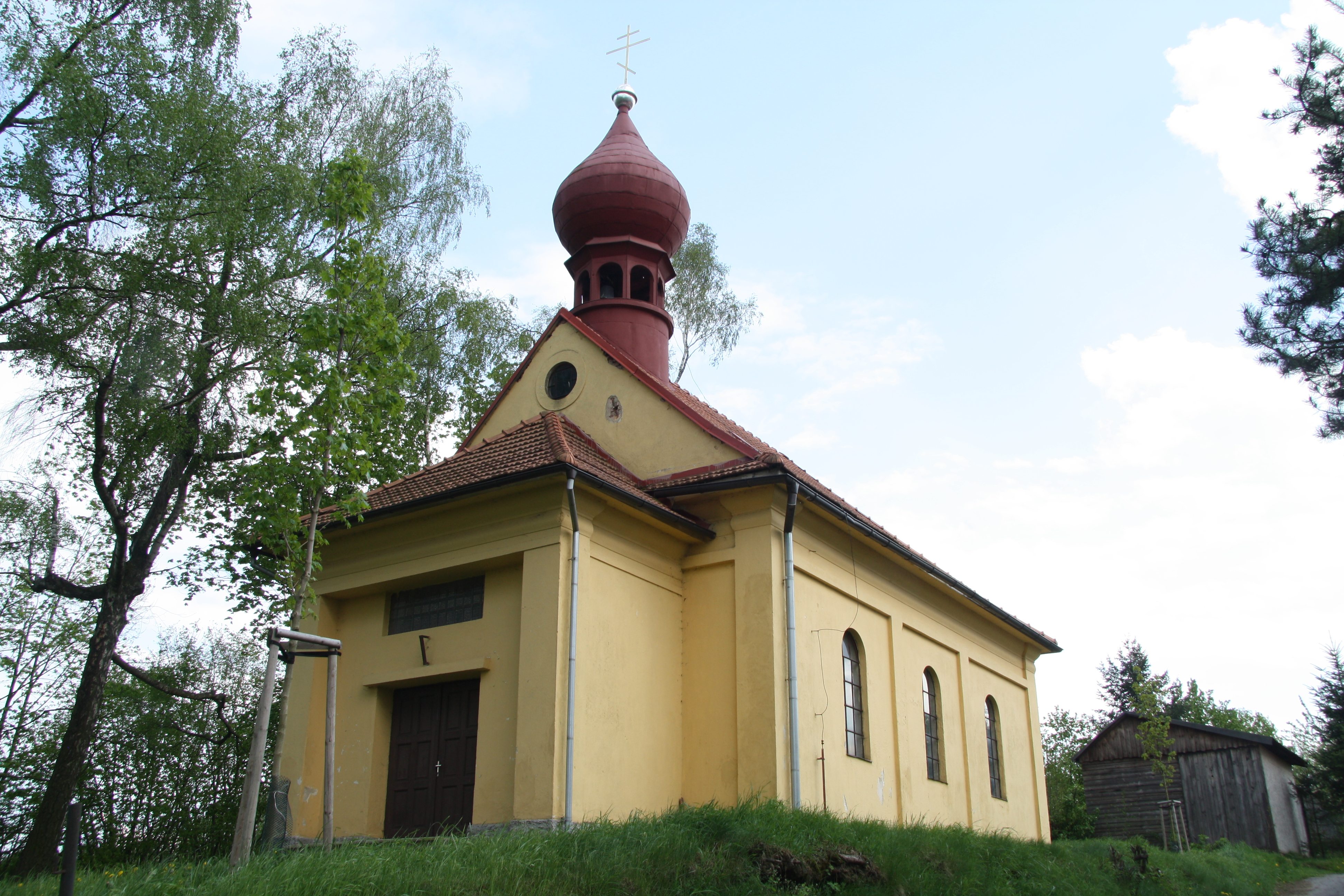
Pravoslavný chrám sv. Jáchyma a Anny
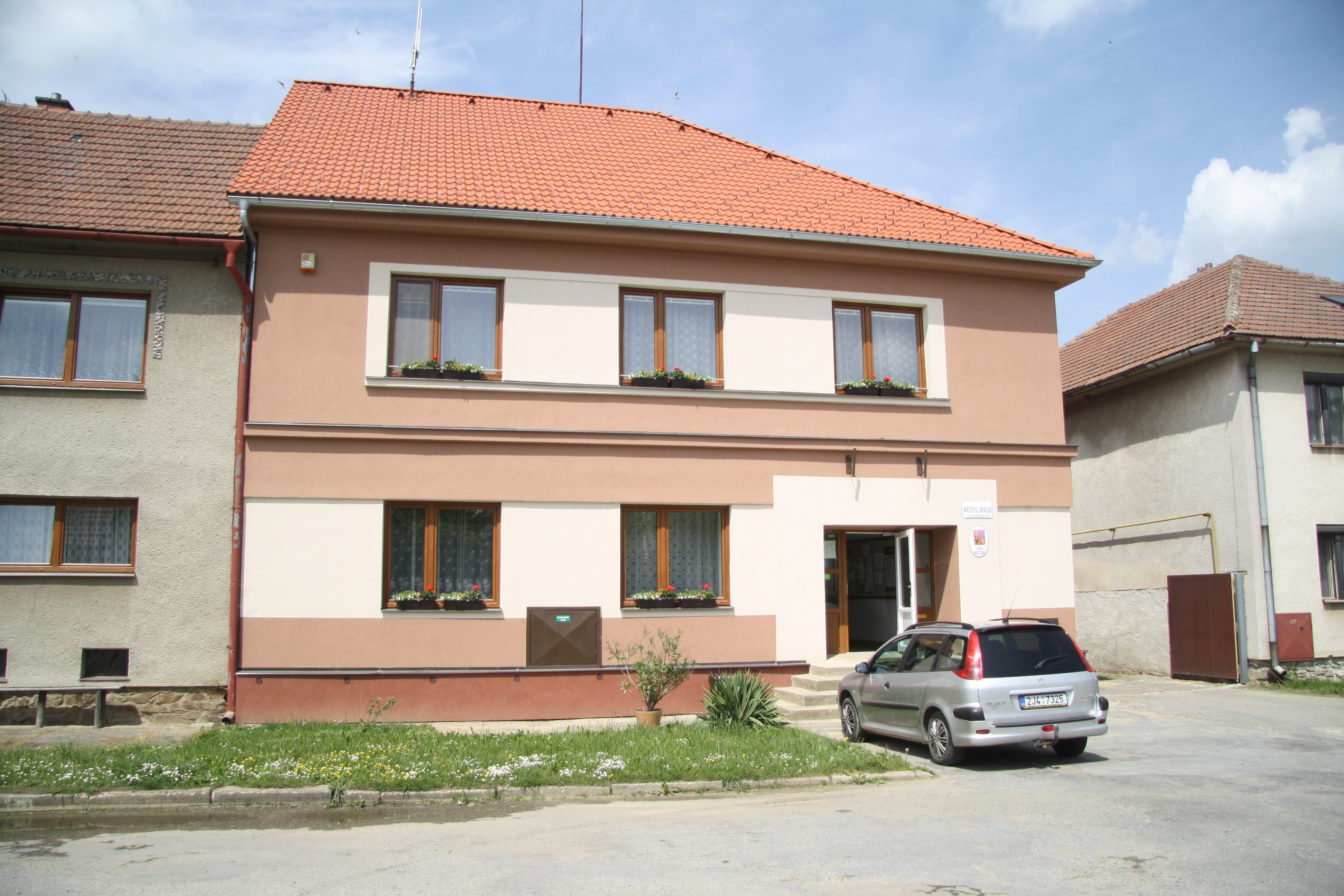
Úřad městyse
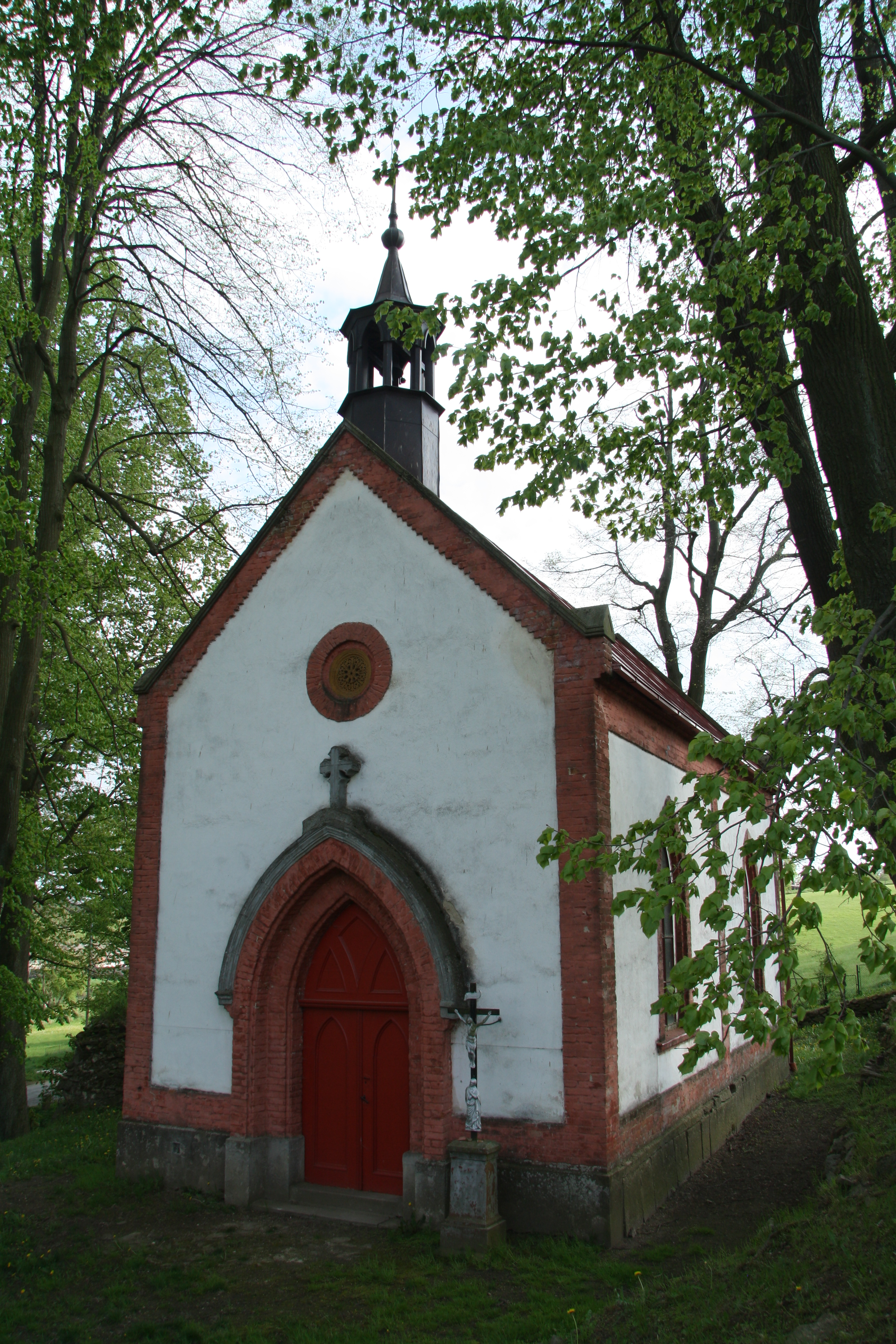
Kaple sv. Anny
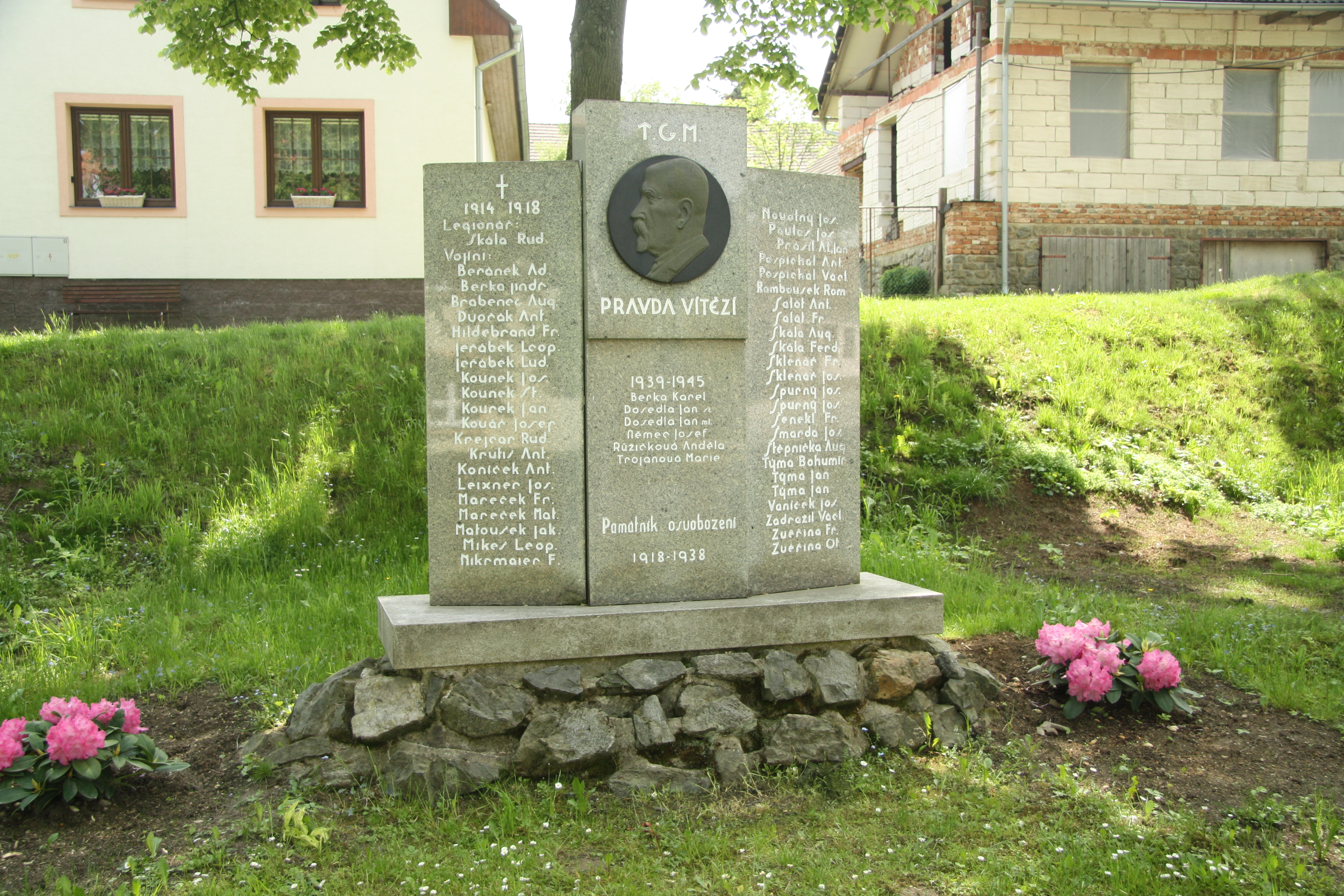
Pomník obětem 1. a 2. světové války
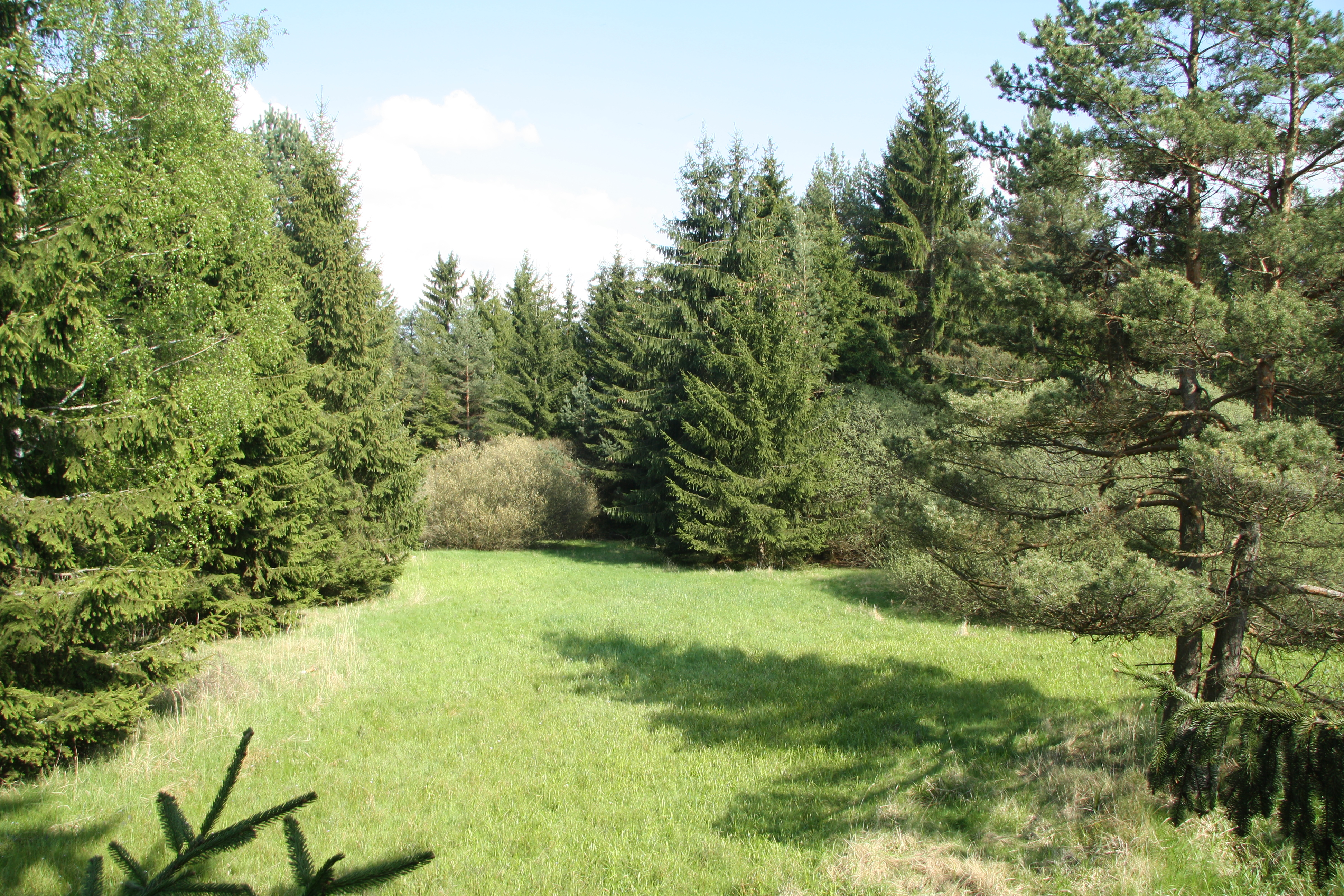
Přírodní rezervace Opatovské zákopy

## Osobnosti
- Jaroslav Janko (1893–1965), matematik
- Josef Leixner (1893–1970), pravoslavný kněz, iniciátor stavby chrámu sv. Jáchyma a Anny v Opatově, od r. 2015 čestný občan obce[36]
- Jaroslav Obůrka (1921–?), tesař a voják
- Václav Rambousek (1896–?), legionář
- Antonín Skála (1891–1953), tělovýchovný pracovník
- JUDr. Jan Skála (1883–1976), původně redaktor Práva lidu, redaktor Kladenské Svobody, zástupce šéfredaktora Rudého práva, šéfredaktor Pražského Večerníku, 1923–1927[37] náměstek primátora hl. města Prahy[38]
- František Šilhavý (1863–1939), pedagog a spisovatel
- František Bohumír Štěpnička (1785–1832), básník, místní rodák. Sbírka jeho obrozeneckých básní nese název Hlas lýry české.